# Hans Schönauer
Hans Schönauer (auch: Schenauer) (* um 1660 in Hürschenberg= Irschenberg?; † 9. Juni 1727 in Eichstätt) war domkapitlischer Maurermeister der Barockzeit in Eichstätt.

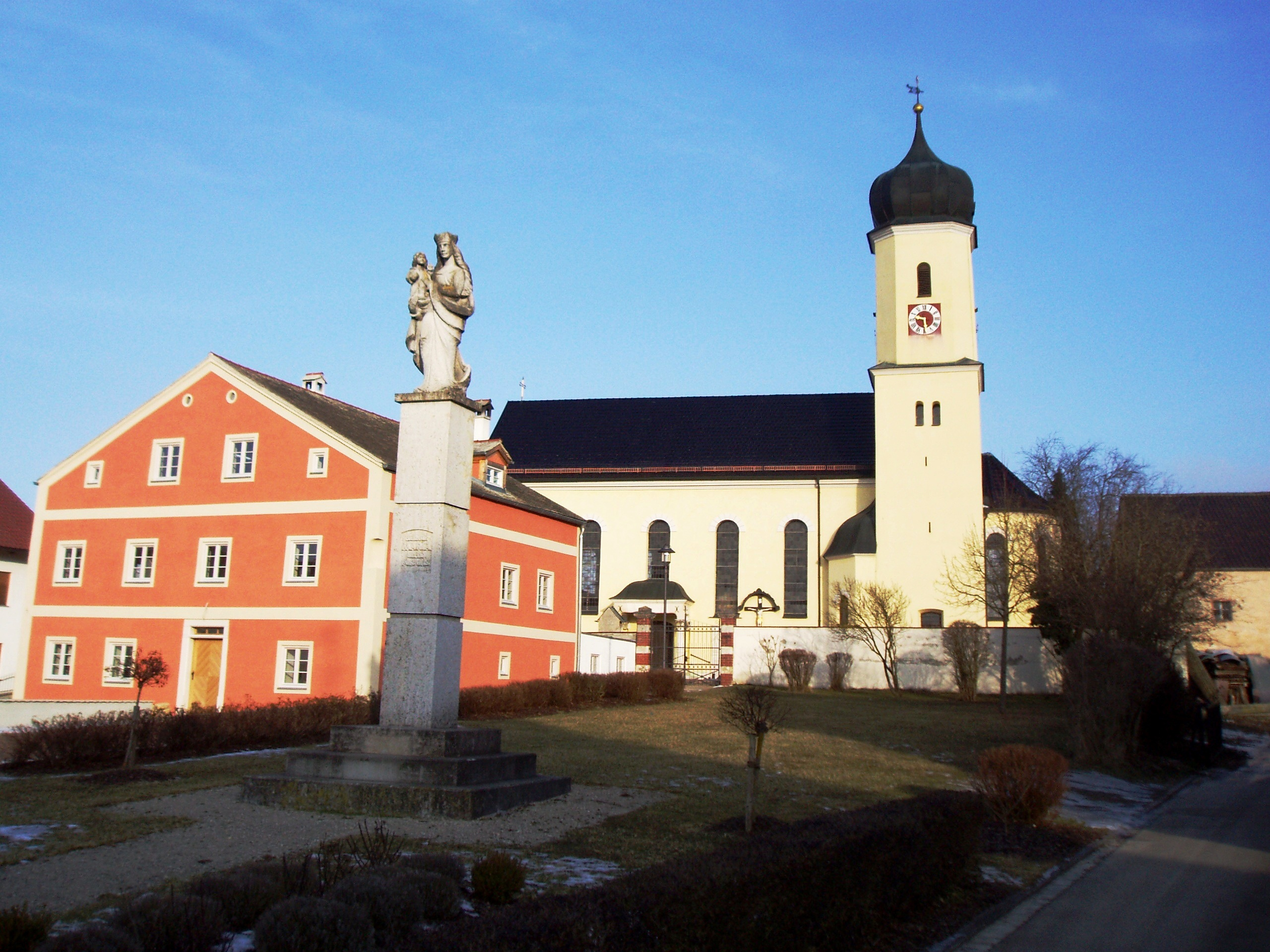
Kirche von Hofstetten (Landkreis Eichstätt) (2009)

## Leben und Werk
Hans Schönauer ist in Eichstätt erstmals 1685 nachweisbar, als er hier heiratete. 1693 bewarb er sich erfolglos als domkapitlischer Maurermeister. Die Stelle erhielt er jedoch, nachdem er 1695 in das Meisterbuch der Stadt Eichstätt eingetragen worden war. Er erscheint vom Ende der 1690er Jahre an als Visitator von Kirchenbauten, der Schäden begutachtete und Vorschläge zu Reparaturarbeiten lieferte. Unter dem fürstbischöflichen Hofbaumeister Jakob Engel war er als Hofmaurermeister 1699–1701 für die Errichtung der Eichstätter Spitalkirche nach Plänen Engels verantwortlich. Als es durch zu frühes Entfernen der Stützbögen des Gewölbes zu dessen Einsturz kam, wurde Schönauer gemäß einem fürstbischöflichen Schiedsspruch für das Unglück, das zwei oder drei Menschenleben kostete, verantwortlich gemacht. Er erhielt aber weiterhin Aufträge. So errichtete er in Etting 1701/02 einen neuen Pfarrhof, der 1706 abgerechnet wurde. 1710 war er bei dem Neubau der Kirchen von Hofstetten (vermutlich nach Plänen Engels) und Pfalzpaint (erwiesenermaßen nach Plänen Engels) als Palier tätig und 1711 baute er die Friedhofskapelle Maria Schnee in Eichstätt um.
1722 ist von Schönauer als „Wittiber“ (= Witwer) die Rede, der seine Behausung in der Eichstätter Schlaggasse (Hausnummer 6; ehedem A 101; hier wohnte er seit 1693) veräußerte.